# Вила Чавата (Ријети)
Вила Чавата је насеље у Италији у округу Ријети, региону Лацио.
Према процени из 2011. у насељу је живело 26 становника. Насеље се налази на надморској висини од 889 м.